# 浮動ブッシュ軸受
浮動ブッシュ軸受（ふどうブッシュじくうけ）はすべり軸受の種類の一つである。
自動車エンジンの高出力化を目的とするターボチャージャーは、最高回転速度が数十万rpmにも達する。そのロータを支える軸受にはすべり軸受が多用されるが、真円軸受ではオイルウィップと呼ばれる自励振動が発生するため、特殊な構造を持つすべり軸受を使用することになる。浮動ブッシュ軸受はこのような軸受の一つである。
浮動ブッシュ軸受はハウジングとジャーナルのすきまに薄肉円筒状のブッシュが挿入された構造をしていて、軸受幅中央に設けられた給油口から給油を行うとブッシュの内外に形成される直列二重の油膜によってジャーナルは支えられることになる。ジャーナルが回転すると、ブッシュはすきま内で浮動し、内側油膜の駆動トルクによって回転することになる。この回転速度は、内側油膜の駆動トルクと外側油膜の制動トルクの釣り合いによって定まる。